# Juhani Tyrväinen
Juhani Tyrväinen (ur. 11 września 1990 w Seinäjoki) – fiński hokeista, reprezentant Finlandii.
Jego brat Antti (ur. 1889) także został hokeistą.

## Kariera
- Kiekkoreipas U16 (2005-2006)
- Kiekkoreipas U18 (2006-2008)
- Pelicans U20 (2008-2011)
- Pelicans (2010-2011)
  -  HeKi (2010/2011)
- Jokerit (2011-2014)
  -  Kiekko-Vantaa (2013/2014)
- Pelicans (2014-2017)
- HIFK (2017-2019)
- Luleå HF (2019-)

Wychowanek klubu S-Kiekko w rodzinnym mieście. Później rozwijał karierę w klubie Pelicans Lahti. Od kwietnia 2011 reprezentował stołeczny Jokerit. Stamtąd pod koniec stycznia 2014 przeszedł ponownie do Pelicans. Od maja 2017 przez dwa sezony występował w innym klubie z Helsinek, HIFK. Stamtąd w kwietniu 2019 został zaangażowany przez szwedzki klub Luleå HF. Tam w styczniu 2021 przedłużył umowę o dwa lata, a w maju 2021 o kolejny rok. 
Uczestniczył w turnieju mistrzostw świata edycji 2019.

## Sukcesy
Reprezentacyjne
- Złoty medal mistrzostw świata: 2019

Klubowe
- Brązowy medal mistrzostw Finlandii: 2012 z Jokeritem, 2018 z HIFK
- Puchar Tatrzański: 2016 z Pelicans